# Akron Pros

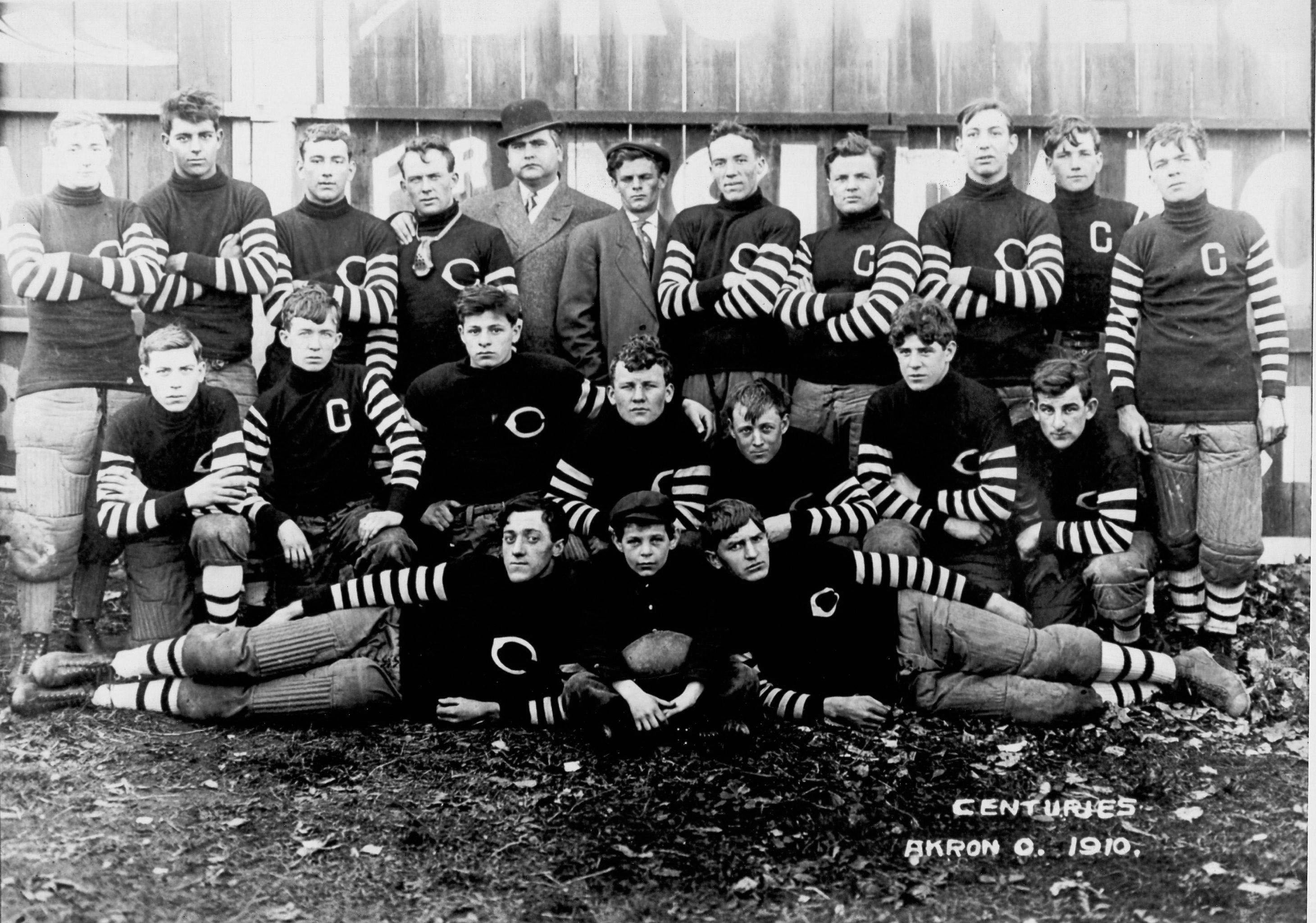
Akron em 1910.

O Akron Pros foi um time de futebol americano dos Estados Unidos que jogou em Akron, Ohio, de 1908 a 1926. Surgiu como uma equipe semiprofissional chamada de Akron Indians, mas se tornaram o Akron Pros em 1920 com o time se tornando um dos fundadores da American Professional Football Association (mais tarde renomeada National Football League [NFL] em 1922). Fritz Pollard, o primeiro treinador afroamericano da NFL, co-treinou o Akron Pros em 1921. Paul Robeson jogou pela equipe em 1921 também. Ele estava entre as primeiras estrelas do futebol profissional antes do esporte ser segregado racialmente de 1934 a 1946. Em 1926, o nome foi mudado para Akron Indians novamente. Devido a problemas financeiros, a equipe suspendeu suas operações em 1927 e desistiu de sua franquia no ano seguinte.